# Phytocoris radiatae
Phytocoris radiatae är en insektsart som beskrevs av Stonedahl 1988. Phytocoris radiatae ingår i släktet Phytocoris och familjen ängsskinnbaggar. Inga underarter finns listade i Catalogue of Life.